# 宁阳镇
宁阳镇是中国山东省泰安市宁阳县下辖的一个镇。该乡镇于2010年9月撤销，以其地分置文庙街道和八仙桥街道。

## 行政区划
宁阳镇下辖西关居委会、邢家庄居委会、南关居委会、北关居委会、东关居委会、连家桥居委会、泥家村、石桥村、关王庙村、小吴家村、花石桥村、李家庄村、许家庄村、杨家庄村、吴家东和村、李家楼村、青川中村、青川寺村、青川围子村、大屯村、大庙临邑东村、大庙临邑西村、周家临邑村、王家临邑村、郭家临邑村、徐马高临邑村、张陈临邑村、路家临邑村、沙岭店村、红庙村、任家村、杨家集村、杜家村、巩家堂村、廖家桥村、张家庄村、南满庄村、象到庄村、北许家庄村、西满庄村、北满庄村。